# Bitva u Ceru
Bitva u Ceru či bitva na Ceru (německy Schlacht von Cer, srbsky Церска битка/Cerska bitka) byla jednou z prvních bitev srbské kampaně odehrávající se v rámci první světové války. V tomto střetu zaútočilo rakousko-uherské vojsko na srbské pozice nedaleko pohoří Cer, v severozápadním Srbsku. Rakouským cílem bylo překvapit srbské vojenské stratégy, kteří očekávali hlavní úder na Bělehrad a dále údolím řeky Moravy. Rakousko-Uhersko tímto nečekaným krokem mohlo využít jako své zázemí nejen oblast Sremu, ale také Bosnu a Hercegovinu.
K bitvě, jež byla součástí první rakousko-uherské ofenzívy namířené proti Srbsku, došlo mezi 15. a 24. srpnem roku 1914. Rakousko-uherské síly byly v bitvě přinuceny ustoupit zpátky za řeku Drinu, načež Srbové získali své první vítězství, které bylo současně první vítěznou bitvou na straně Trojdohody.

## Bitva
Srbské divize do boje vedl generál Stepa Stepanović a rakousko-uherské Oskar Potiorek. Rakousko-uherská armáda měla za cíl obsadit údolí řeky Driny a ze Šabace a Loznice pokračovat směrem na Valjevo a eventuálně až k Užici. Již na začátku srpna překročilo rakousko-uherské vojsko řeky Sáva a Dunaj. Obsazení města Šabac bylo pro Rakousko-Uhersko úspěchem, ačkoliv srbská obrana byla v této oblasti jen velmi slabá, takže rakousko-uherské jednotky narazily na jen velmi malý odpor. Srbové museli svoji linii obrany zkonsolidovat dále v horách, a jako vhodným pohořím se jevil Cer, nejsevernější z hřebenů srbských hor v oblasti Podriní.
Ve večerních hodinách 15. srpna spatřili na úpatí hory srbští vojáci nepřítele, následovaly srážky mezi oběma armádami, které trvaly celou noc i značnou část následujícího dne. Velmi rychle se tyto srážky změnily v chaos, který nakonec vedl k zastavení postupu rakousko-uherského vojska. To v tomto boji utrpělo velké ztráty. Srbská armáda, která byla značně povzbuzena počátečním úspěchem, vytáhla směrem na sever s vidinou znovudobytí města Šabac. Tento útok však nebyl úspěšný, neboť v blízkosti řeky Dobrava nedokázali Srbové zatlačit zpět nepřátelskou armádu. Poté probíhaly dlouhé boje v blízkosti měst Rasulijača a Kosanin Grad, které se Srbům za velikých ztrát nakonec podařilo po několika dnech obsadit. Dne 20. srpna dosáhly srbské armády řeky Driny, což donutilo rakousko-uherské vojsko k zběsilému úprku přes řeku zpět na území Bosny a Hercegoviny. Po krátkém obléhání byl dne 24. srpna nakonec obsazen také Šabac a srbské vojsko dosáhlo i řeky Sávy.

## Výsledek bitvy
Srbský úspěch v boji proti technicky mnohem vyspělejšímu nepříteli stál na několika faktorech. Jednak Rakousko-Uhersko vyčlenilo na boje v Srbsku méně vojáků, než bylo původně plánováno (vzhledem k bojům s Ruskem na východní frontě) a srbská armáda navíc upřednostnila silně defenzivní strategii. Výhodou se pro Srby ukázaly též zkušenosti s moderním způsobem vedení války, které nabrali v nedávných balkánských válkách. Kromě ztrát na životech však Srbové za vítězství zaplatili také vysokou cenu na válečném materiálu. Během bitvy spotřebovali například 35 tisíc kusů dělostřelecké munice, což se rovnalo celoroční produkci srbských muničních továren. Bylo jasné, že bez dodávek ze zahraničí bude velmi obtížné úspěch zopakovat.
V průběhu bitvy došlo k historicky prvnímu leteckému boji, když se pilot rakousko-uherského průzkumného letounu setkal se srbským průzkumníkem a začal po něm střílet z pistole (neozbrojený srbský pilot unikl). Během několika týdnů byly letouny na obou stranách vyzbrojeny kulomety.
Bitva u Ceru byla považována za velký úspěch sil Dohody. Značně zvýšila morálku ruských, francouzských i britských vojsk, že se i malá země dokáže vzepřít silnému nepříteli. V srbských dějinách je považována za vzorný příklad obrany národa před nepřátelskou armádou.[zdroj?]

## Památka a bitva v kultuře

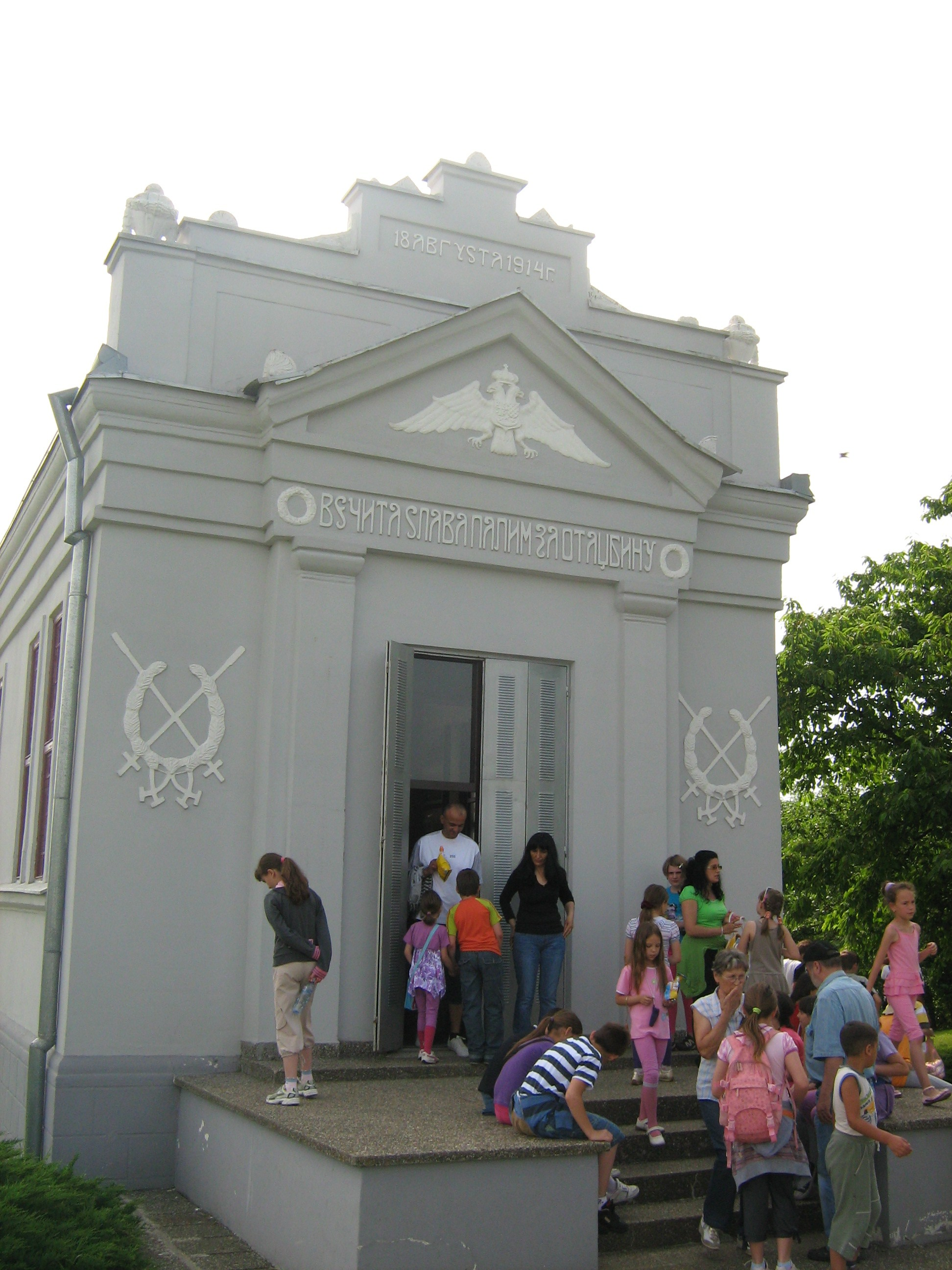
Památník bitvy

V roce 1964 byl v Jugoslávii na motivy této bitvy natočen válečný film Marš na Drinu.